# (480) Hansa
(480) Hansa est un astéroïde de la ceinture principale découvert par Max Wolf et Luigi Carnera le 21 mai 1901.